# Élections municipales iraniennes de 2017
Les élections municipales iraniennes de 2017 ont lieu le 17 mai 2017 afin d'élire pour quatre ans les conseillers municipaux de l'Iran.